# Gesellschaft für Angewandte Mathematik und Mechanik
A Gesellschaft für Angewandte Mathematik und Mechanik ("Sociedade de Matemática e Mecânica Aplicada"), frequentemente referida pelo acrônimo GAMM, é uma sociedade alemã de promoção da ciência, fundada em 1922 pelo físico Ludwig Prandtl e pelo matemático Richard von Mises.
Em 1958 a GAMM, juntamente com a Association for Computing Machinery (ACM), elaborou o "Relatório ALGOL 58" em um encontro em Zurique.